# قاسم عمر سوكوتو
قاسم عمر سوكوتو (توفي 5 فبراير 2018) رجل دين نيجيري، كان مساهمًا في الحركة الإسلامية النيجيرية،  إمام صلاة الجماعة والمرشد الإسلامي في مدينة سوكوتو شمال نيجيريا.
في 18 يوليو 2007، اضطهدت قوات الأمن النيجيرية الجالية الشيعية في المنطقة،  عقب وفاة الشيخ عمر دانمايشية، رجل الدين السلفي المعروف في سوكوتو، والذي كان مناوئاً للشيعة في خطبه.  بعد ذلك، تم إلقاء القبض على الشيخ قاسم عمر سوكوتو بعنف مع مئات من أعضاء المجتمع الشيعي في سوكوتو، ولكن أطلقت المحاكم النيجيرية سراحه في عام 2014 بعد قضية قانونية معقدة.  منذ ذلك الحين، ألقى العديد من المحاضرات في الاحتفالات الإسلامية وكذلك في المسيرات السلمية. 
في يوم الثلاثاء بتأريخ 9 يناير 2018، وخلال مظاهرة للشيعة في أبوجا للمطالبة بالإفراج عن زعيم الحركة الإسلامية في نيجيريا إبراهيم زكزكي، أصيب الشيخ قاسم برصاص الشرطة النيجيرية، فيما قتل اثنان آخران،   وبعد 26 يومًا من العلاج في منشأة خاصة في كانو، توفي في 5 فبراير 2018. 
أصدرت الحركة الإسلامية في نيجيريا بيانًا عقب وفاته، وأعلنت أنه يتعين على الحكومة الاتحادية تحمل مسؤولية مقتله، جرّاء إطلاق أعوانها الرصاص عليه أثناء احتجاج الحركة السلمي على الاعتقال غير القانوني للشيخ زكزكي زعيم الحركة الإسلامية في نيجيريا. 

## أنظر أيضا
- الإسلام في نيجيريا
- الشيعة في نيجيريا